# Дашківці (Вінницький район)
Дашкі́вці — село у Вінницькому районі Вінницької області. Входить до складу Якушинецької сільської громади. Розташоване за 16 км від смт. Літин і за 18 км від залізничної станції Вінниця. Населення становить 2214 осіб.

## Населення

### Мова
Розподіл населення за рідною мовою за даними перепису 2001 року:
| Мова       | Відсоток |
| ---------- | -------- |
| українська | 98,42%   |
| російська  | 1,22%    |

## Географія
У селі бере початок річка Вишня, права притока Південного Бугу.
Перша згадка про село датується XVII століттям. З квітня по листопад 1906 року в Дашківцях і Лукашівці відбулися селянські заворушення.
У 1982 р. на території села к. і. н. Хавлюком П. І. було відкрито два поселення (ІІ-IV ст. н. е.) черняхівської культури.

## Соціальна сфера
На території Дашківців функціонують наступні заклади соціальної сфери:
- Дашковецька ЗОШ І-III ст.
- ДНЗ
- Амбулаторія ЗПСМ
- Клуб, який працює лише на свята, але дискотек там немає
- Магазини

## Кулінарія

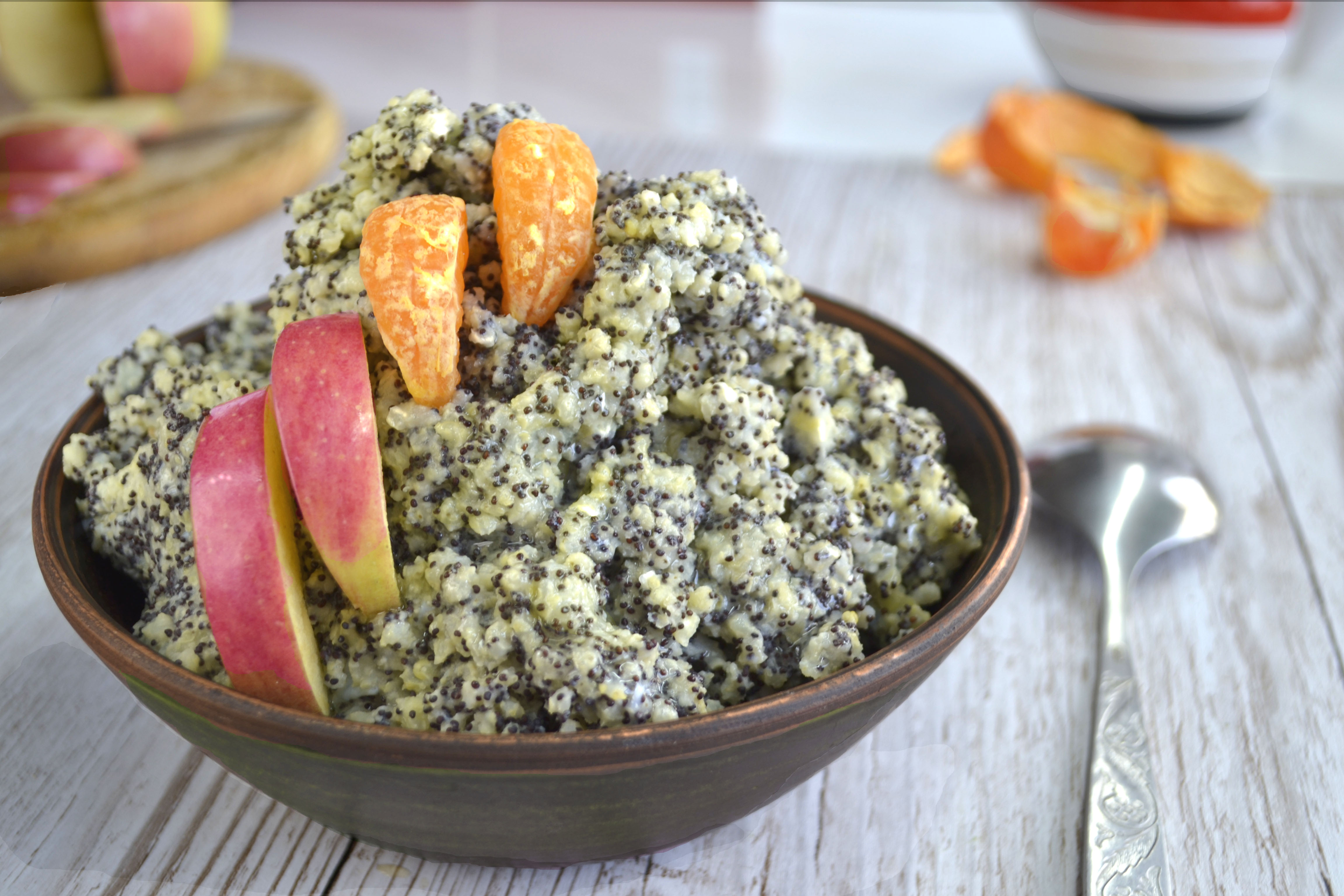
Каша зозуля

- В селі готують самобутню кашу «Зозуля».[2]. Страва входить до Обласного переліку об'єктів нематеріальної культурної спадщини.

## Люди
В Дашківцях народився і провів свої дитячі роки радянський економіст і статистик, академік АН СРСР Струмилін Станіслав Густавович.
1 жовтня 1904 року народився Leon Koźmiński — професор, польський економіст, лейтенант Армії Крайової, учасник Варшавського повстання ; після війни протягом кількох десятиліть професор Варшавської школи економіки.
4 квітня 1939 року народився Сергій Ісакович Кравець — живописець. Створює тематичні композиції, пейзажі, натюрморти у реалісти чному стилі з елементами авангарду.